# Einar Sigurðsson
Einar Sigurdsson (født 1539 på gården Hraun i Thingø Syssel i det nordostlige Island, død 15. juli 1626 i Heydalir) var en islandsk teolog og salmedigter.
Hans forældre vare præsten Siguður Thorsteinsson og Guðrún Finnbogadatter. Efter 4 års skolegang på Holar blev han præsteviet, kun 18 år gammel, og allerede det følgende år giftede han sig for første gang med Margrét Helgadatter. De fik en søn, Oddur Einarsson, som senere blev biskop på Island.
Efter hans første hustrus død giftede han sig med Olof Thorarinsdatter. Han fik en mængde børn og levede i mange år i trange kår, indtil hans søn af første agteskab Oddur Einarsson i 1589 som nyudnævnt biskop til Skalholt vendte tilbage til Island. Sønnen tog straks faderen og hele hans husstand hjem til sig, skaffede ham næste år et kald i sit eget bispedømme og forflyttede ham her fra 1591 til det anselige præstekald Heydalir i det østlige Island, hvilket han indehavde til sin død.
Einar Sigurdsson syslede hele livet igjennem med opbyggelig digtning og regnes blandt sin tids bedste salmedigtere. Et vidnesbyrd om samtidens påskønnelse afgiver den af biskop G. Thorlaksson i 1612 udgivne "Vísnabók" (en samling åndelige sange), hvis første afsnit næsten udelukkende skyldes Einar Sigurdsson.